# Seegrund. Ein Kluftingerkrimi
Seegrund. Ein Kluftingerkrimi ist eine vom Bayerischen Rundfunk produzierte Fernsehkomödie aus dem Jahre 2013. Der Film gehört zur Heimatkrimi-Reihe des BR und ist ein weiterer Fall des Kommissars Kluftinger. Die Literaturverfilmung basiert auf dem gleichnamigen Roman von Volker Klüpfel und Michael Kobr. Regie führte Rainer Kaufmann.

## Handlung
Kriminalhauptkommissar Kluftinger unternimmt zusammen mit seiner Familie einen Sonntagsausflug. Doch als sie am Alatsee einen vermeintlich toten Taucher finden, sieht sich der Kommissar in der Pflicht, auch am Sonntag zu arbeiten. Er schickt die Familie nach Hause und beginnt, erste Spuren zu sichern. Dabei bemerkt er, dass der Taucher noch lebt und dass er in den Zuständigkeitsbereich der Füssener Polizei „eingedrungen“ ist. Schnell erscheint Kommissarin Friedel Marx, die darauf besteht, an dem Fall mitzuarbeiten. Zu Kluftingers Ärger reißt die sehr emanzipierte und kettenrauchende Person die Ermittlungen förmlich an sich. Nach ersten Untersuchungen hat der verunglückte Taucher ein Schädelhirntrauma erlitten, vermutlich durch den Schlag einer zweiten Person. So führt die erste Spur zu einer Gruppe von Tauchern, die im Auftrag der Uni München die im See vorkommenden Purpurbakterien wissenschaftlich untersucht. So wie es aussieht, hatte sich der Verunglückte hier unter falschem Namen eingeschmuggelt. In unmittelbarer Nähe des Sees campiert Norbert Schnalke, ein selbsternannter Schamane, der seine Aufgabe darin sieht, das Gewässer und dessen kosmische Energie zu beschützen. Er berichtet Kluftinger von einem Schatz, der im See versteckt sein soll, aber nur wer reinen Herzens sei, könne den Schatz finden, jeden anderen würde der See töten. Für Kluftinger ist das alles Schmarrn, aber da er unfreiwillig mit dem Seewasser in Berührung gekommen war, kommt er schon ein wenig ins Grübeln.
Kluftingers Mitarbeiter Richard Maier recherchiert in alten Akten, dass es vor Jahren schon einmal einen mysteriösen Tauchunfall gab, der nie richtig aufgeklärt werden konnte. Der Bruder dieses damaligen Toten behauptet, dass am Ende des Zweiten Weltkriegs Nazis seinen Bruder umgebracht hätten, weil er etwas aus dem See in Sicherheit bringen wollte. Nachdem die Forschungstaucher im See ein altes Brecheisen mit Hakenkreuzgravur finden, vermutet Kluftinger, dass die Geschichte des alten Mannes nicht erfunden ist. Richard Maier kann im Internet ein altes Projekt Seegrund recherchieren, wonach die Nazis geheime Forschungen zur Waffentechnik betrieben. Um darüber mehr herauszufinden, kontaktieren Kluftinger und Marx den Prof. Johann Röck und erfahren bei der Gelegenheit, dass dessen Sohn der verletzte Taucher vom Alatsee ist.
Inzwischen wird das Forschungscamp der Taucher verwüstet und ihr wertvoller Tauchroboter gestohlen. Kluftinger ist klar, dass hier eine Gruppe am Werk ist, zu der auch der verletzte Taucher gehört und die um jeden Preis etwas aus dem See bergen will, was nur mit den alten Nazigeschichten zu tun haben kann. Sie observieren Prof. Johann Röck und Pius Ackermann, da beide nach Aktenlage an dem damaligen Forschungsprojekt mitgewirkt hatten und können sie dabei beobachten, wie sie einer Gruppe von Tauchern, die gerade mithilfe des gestohlenen Tauchroboters Kisten aus dem See holen, ihre Beute abnehmen wollen. Kluftinger, Marx und Maier schreiten ein und erfahren endlich, welches Geheimnis in den versenkten Kisten verborgen ist. Nachdem sie geöffnet worden sind, findet sich allerdings nur noch ein Matsch aus verrottetem Papier.
Eine zweite Kiste, die der Schamane schon vor einiger Zeit im See gefunden hatte, versenkt er zusammen mit Kluftinger wieder mitten im See, damit dieser weiter sein Geheimnis haben soll.
Den Überfall auf Christof Röck will Kollegin Marx in den nächsten Tagen dem Neffen von Pius Ackermann nachweisen, den sie nach ihren Recherchen für den Täter hält.

## Hintergrund
Die Dreharbeiten erfolgen in Füssen, am Schloss Neuschwanstein, in Hohenschwangau, Lechbruck, Kempten (Allgäu) und am Alatsee.
Die Figur des Kommissar Kluftinger wird als ein liebenswert altmodischer Held wider Willen dargestellt. Er mag weder Größenwahn noch Eitelkeit und liebt seine Heimat.

## Kritiken
Im Allgäu zeigte man keine große Freude über diesen Kluftinger-Film, denn die „Einheimische fühlen sich falsch dargestellt.“, so Anne-Sophie Weisenbach und Sarah Ritschel von der Augsburger Allgemeine. „Zwar freue er sich, dass die Schönheit der Landschaft im Film zur Geltung komme, die Darstellung selbst beurteilt [man] aber als ‚absoluten Absturz in die Bodenlosigkeit‘“.
Rainer Tittelbach von tittelbach.tv sah diesem Krimi eher als „ein Riesenspaß. Eine schräge Mixtur aus Provinzkrimi mit mythologischer Färbung und Charakterkomödie mit absurder Note. Pointendichte und Verspieltheit haben nach dem geradlinigeren ‚Milchgeld‘ wieder stärker in Richtung ‚Erntedank‘ angezogen.“ Tittelbach sieht den Film insgesamt als „Kluge, lustvolle [und] sinnliche TV-Unterhaltung!“
Bei Fernsehserien. de urteilte man: „Kluftingers Welt gerät ins Wanken.“ Denn „Ein Toter ist nicht tot“ und „Auf seinem Bürostuhl sitzt plötzlich die Marx.“ Damit nicht genug: „Sein Sohn droht nach Japan zu gehen“ und „Eine heftige Erkältung attackiert sein Immunsystem.“ Für den Kommissar ist das zu viel. „Alles scheint in Veränderung. Nichts ist mehr, wie es war. Ein Alptraum für Kluftinger, der doch mehr als jeder andere an dem festhalten will, was ist und nach seinem Wunsch auch immer bleiben soll.“